# Бхадрабаху
Бхадрабаху (хинди भद्रबाहु; ум. 297 год до н. э. или 357 год до н. э.) — последний (по дигамбарской версии) шрутакевалин (лицо, полностью знающее джайнское предание) джайнов (шветамбары считают таковым Ачарья Стхулабхадра). Он был последним святым ачарьей в неразделённой джайнской сангхе. Он стал духовным наставником Чандрагупта Маурья. Детали жизни Бхадрабаху разнятся поскольку дигамбарские и шветабарские авторы по-разному представляют великий раскол джайнской общины, невольным участником которого был Бхадрабаху.
По дигамбарской версии он принадлежал к шестому поколению шрутокевалинов, которыми до него были: Джамбусвамин, Вишну, Нандимитра, Апараджита, Говардхана.
В истории джайнизма было двое или трое учителей по имени Бхадрабаху и в некоторых источниках их смешивают. Первым был Бхадробаху-шрутокевалин, второй — Бхадробаху II возглавлял дигамбарскую общину около 34-14 года до н. э., а третий (если существовал) был старшим братом великого астронома Варахамихира и соответственно жил в VI веке н. э. и был комментатором канона.

## Ранние годы
Он родился в Пундравардхана или в Девакотте (ныне Бангладеш) в брахманской в семье. Отца звали Сомашарма, а мать Сомашри.
Когда ему было семь лет, монах-джайн Говардхана Махамуни предсказал, что он станет последним шрута-кевалинов и взялся за его обучение. Вскоре ачарья обучил его важнейшим джайнским практикам[прояснить].
По шветамбарской традиции, он родился в 433 году до н. э. и скончался в 357 году до н. э. Дигамбары считают, что он умер в 365 году до н. э..

## Жизнь аскета

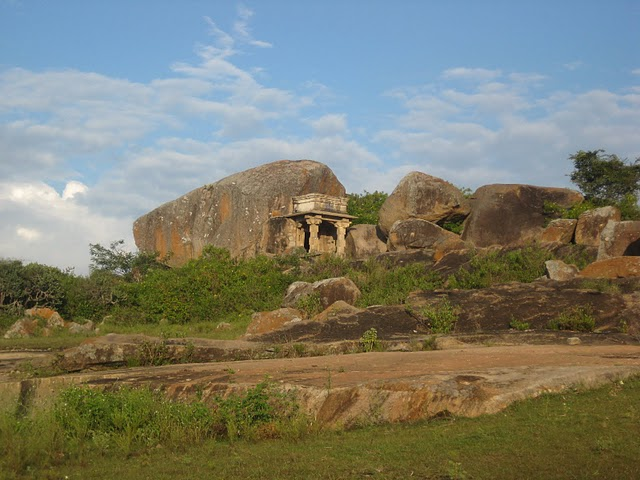
Пещера Бхадрабаху в Чандрагири

В полнолуние месяца Картик, Чандрагупта Маурья (основатель империи Маурья) увидел 16 снов и обратился за их толкованием к Ачарье Бахадрабаху.
| №  | Сон Чандрагупты                                         | Толкование Бхадрабаху                                                  |
| -- | ------------------------------------------------------- | ---------------------------------------------------------------------- |
| 1  | Солнце село                                             | Все знания придут в упадок                                             |
| 2  | Ветвь древа Калпаврикша отломилась и упала              | Закат Джайнизма и рода Чандрагупты                                     |
| 3  | Божественная колесница спускается с неба и возвращается | Небожители больше не будут посещать землю                              |
| 4  | Диск луны распадается                                   | Джайны будут разделены на две секты                                    |
| 5  | Чёрные слоны сражаются                                  | Засуха и гибель урожая                                                 |
| 6  | Светлячки сияют в сумерках                              | Истинное знание будет утрачено, останутся только крупицы               |
| 7  | Пересыхающее озеро                                      | Страна ариев лишится джайнского учения, а заблуждения возрастут        |
| 8  | Дым заполняет воздух                                    | Зло торжествует, а добро исчезает                                      |
| 9  | Обезьяна сидит на троне                                 | Мерзкие, низкородные и нечестивые придут к власти                      |
| 10 | Собака ест рисовую кашу из золотого кубка               | Раджи станут поднимать налоги не довольствуясь законной 1/6 доходов.   |
| 11 | Трудящиеся бычки                                        | Молодые будут увлекаться религией и бросать её с годами                |
| 12 | Мальчик-кшатрий едет на осле                            | Высокородные раджи не будут в почёте                                   |
| 13 | Обезьяна отпугивает лебедей                             | Низкое будет терзать высокое и сводить его на свой уровень             |
| 14 | Телята прыгают через море                               | Раджи станут помогать людям, которых другие незаконно обложили налогом |
| 15 | Лисы преследуют старого вола                            | Низкие льстецы изгонят благородных, добрых и мудрых                    |
| 16 | Приближение 12-голового змея                            | 12 лет смерти и голода                                                 |

По другой версии, Бхадрабаху предсказал 12 лет голода услышав голос в пустом доме, который призывал его уйти.

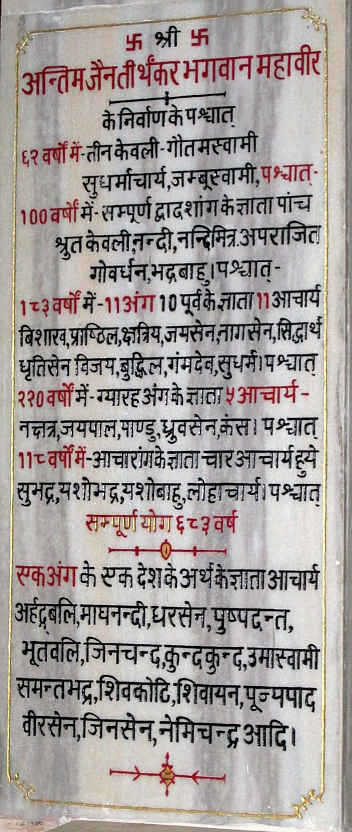
Стела посвящённая передаче учителями джайнской традиции (Фото: Мархиаджи, Джабалпур)

Бхадрабаху решил с 12 000 джайнов переселиться в Южную Индию, чтобы спасти общину от исчезновения из-за голода. По другой версии сам Бхадрабаху из-за преклонного возраста решил остаться в Удджайне.
Император Чандрагупта отрёкся от престола и присоединился к джайнам. Он вошёл в группу монахов, которая вместе с Вишакхчарьей ушла на юг.
В соответствии с надписью Шраванабелаголе, Бхадрабаху умер вскоре после принятия обета Саллекхана, предусматривающий постепенный отказ от пищи.

## Труды
- «Нирьюкти» в 10 частях на джайнский канон.
- «Бхадрабаху-самхита» (Bhadrabāhu-samhita) — астрономическая работа (приписывается также Бхадрабаху III)
- Кальпа-сутра[17]
- В области логики ввёл 10-членный силлогизм.
- четыре Чедда-сутры,
- Васудевчарита[18][7].
- Увасагхарам Стотра

## Наследие
Бхадрабаху был последним святым неразделённой джайнской сангхи. После него учительские линии дигамбаров и шветамбаров разделились. Дигамбары были последователями ачарьи Вишакхи и Шветамбары ачарьи Стхулибхадры.

Надписи, посвящённые отношениям Бхадрабаху и Чандрагупты, были так характеризованы индийским историком Р. К. Мукхерджи,
Старейшие надписи около 600 года, связывают "пару" (yugma), Бахадрабаху и Чандрагупту, как ученика и учителя." Две надписи, около 900 года н.э.  в районе Кавери около Шрирангапатнама описывают встречу на холме Чандрагири, где по легенде сохранились отпечатки ступней Бхадрабаху и Чандрагупты (munipati). Надпись у Шраванабелаголы датируемая 1129 годом упомянет Бхадрабаху как "Шрутакевалина", и Чандрагупту, который обрёл такую святость, что лесные боги приходили поклониться ему. Другая надпись 1163 года аналогичным образом описывает их.Третья надпись 1432 года говорит о ятиндре Бхадрабаху, и его ученике - Чандрагупте, слава о покоянии которого распространилась по иным мирам.
Р. К. Мукхерджи